# New York Contemporary Five
Le New York Contemporary Five est un groupe de jazz d'avant-garde actif au début des années 60.
Le groupe est formé en 1962, et les membres d'origines étaient Don Cherry, Archie Shepp, John Tchicai, Don Moore et J.C. Moses. Ils enregistrent quatre albums entre 1962 et 1963 pour Fontana Records et Sonet Records, puis un dernier album en 1964 pour Savoy Records. Pour ce dernier enregistrement, la composition du groupe est différente de l'habituelle, on y trouve Don Cherry, Archie Shepp, John Tchicai, Ted Curson, Ronnie Boykins, et Sunny Murray. Le groupe se séparera en 1964.

## Discographie
- 1963: Consequences (Fontana Records)
- 1963: Rufus (Fontana Records), sans Don Cherry
- 1963: Archie Shepp & the New York Contemporary Five Vol.1 (Sonet Records)
- 1963: Archie Shepp & the New York Contemporary Five Vol.2 (Sonet Records)
- 1964: Bill Dixon Septet/Archie Shepp and the New York Contemporary Five (Savoy Records)